# Agrotis dufranei
Agrotis dufranei là một loài bướm đêm trong họ Noctuidae.